# 2003年2月
- 2月1日——美国太空梭哥伦比亚号航天飞机在着陆前于德克萨斯州上空解体。机组人员共7人全部罹难。
- 2月5日——2003年伊拉克危机：美国国务卿鲍威尔在联合国安理会就伊拉克问题发表讲话。
- 2月15日——2003年伊拉克危机：全球反对对伊战争大游行当天在全球600多个城市同步上演，有大约600万人参与，是有史以来最大的反战示威活动。
- 2月18日——韓國大邱地下鐵遭一名精神病患縱火，造成198人死亡、147人受傷。
- 2月24日——中國新疆自治區伽師、巴楚兩縣發生黎克特制6.8強烈地震，260多人死亡，大量房屋倒塌。
- 2月26日——一名美国商人在越南河内出现SARS症状，世界卫生组织医生卡爾婁·武爾班尼向世卫报告在该地区发生了一种极具传染性的疾病。
- 2月26日——2003年伊拉克危机：美国总统乔治·沃克·布什就伊拉克战后问题发表讲话，称希望看到一个民主的伊拉克，并为其他阿拉伯国家树立榜样。